# Романенко Михайло Ілліч
Михайло Ілліч Романенко (*19 листопада 1946, Полтавська область, Україна) — український філософ, педагог, керівник освіти.
Доктор філософських наук, професор, ректор Дніпропетровського обласного інституту післядипломної педагогічної освіти, завідувач кафедри філософії освіти. Спеціалізується на проблемах філософії освіти, методології модернізації післядипломної педагогічної освіти в контексті процесів формування глобальної освіти, питаннями методології навчання і виховання, методики викладання гуманітарних предметів у школі.

## Біографія
Михайло Ілліч Романенко народився 19 листопада 1946 року на Полтавщині. 1968 року закінчив історичний факультет  Полтавського педагогічного інституту ім. В. Г. Короленка. Працював учителем історії, директором школи в м. Новомосковську Дніпропетровської області. З 1977 року — аспірант, потім викладач Дніпропетровського державного університету.
З 1989 року працює в Дніпропетровському обласному інституті удосконалення вчителів завідувачем кафедри соціально-гуманітарних наук. У 1989 р. захистив кандидатську дисертацію на тему «Інтернаціоналізація способу життя» і здобув ступінь кандидата філософських наук.
З грудня 1999 року М. І. Романенко є директором, а з липня 2000 р., після реорганізації інституту — ректором Дніпропетровського обласного інституту післядипломної педагогічної освіти.
У 2003 р. М. І. Романенко захистив докторську дисертацію з філософії «Соціальні та парадигмально-когнітивні детермінанти розвитку сучасної освіти» (дисертація д-ра філос. наук: 09.00.10 / Дніпропетровський національний ун-т. — Д., 2003).

## Публікації
- Романенко М. І. Освіта як об'єкт соціально-філософського аналізу. — Д.: Видавництво «Промінь», 1998. — 132 с. — 8,01 д.а.
- Романенко М. І. Освітня парадигма: генезис ідей та систем. — Д.: Видавництво «Промінь», 2000. — 160 с. — 9,7 д.а.
- Романенко М. І. Філософія освіти: історія та сучасність. — Д.: Видавництво «Промінь», 2001. — 180 с. — 9,55 д.а.
- Романенко М. І. Гуманізація освіти. — Д.: Видавництво «Промінь», 2001. — 160 с. — 8,49 д.а.
- Романенко М. І. Європейський вибір України: Підручник для 10-11 класів загальноосвітніх навчальних закладів (Рекомендовано Міністерством освіти і науки України). — Д., 2008.- 352 *с.
- Романенко М. І. Історія рідного краю. Дніпропетровщина: Наш край під час першої світової війни, національної революції та соціалістичного будівництва. 1914 — 1939 рр. (Рекомендовано Міністерством освіти і науки України для 10 класів загальноосвітніх шкіл). — Д., 2007. — с.414.
- Романенко М. І. Парадигмальний підхід до інтерпретації предмету філософії освіти // Вісник Дніпропетровського університету. Філософія. Соціологія. Політологія. — Випуск 15. — Д., 2007. — с.111-117.
- Романенко М. І. До питання методології філософського дослідження освіти // Філософсько-антропологічні студії — 2008. — Д., 2008. — с.214-220.
- Романенко М. І. Культурна інновація та традиція як аспекти посткласичної філософсько-освітньої парадигми // Наукове пізнання: методологія та технологія. — Одеса, 2008. — Спецвипуск 2(22). — с.94-98.
- Романенко М. І. Випереджаюча освіта для сталого розвитку — веління часу // Класний керівник школи майбутнього. — Д.,2009. — с. 3-9.